# James Morrison (futbolista)
James Clark Morrison (Darlington, Inglaterra, 25 de mayo de 1986) es un exfutbolista y entrenador británico que jugaba de centrocampista.

## Trayectoria
El 29 de octubre de 2019 anunció su retirada como futbolista profesional. Estaba sin equipo tras finalizar contrato con el West Bromwich Albion. Regresó al club como entrenador asistente, tanto en las categorías inferiores como en el primer equipo. También ejerció las mismas funciones en la selección de Escocia desde junio de 2023.
El 21 de abril de 2025 fue nombrado entrenador interino del West Bromwich Albion F. C. para lo que restaba de temporada tras la destitución de Tony Mowbray.

## Selección nacional
Fue internacional con la selección de fútbol de Escocia en 46 ocasiones debutando contra la selección de la República Checa el 30 de mayo de 2008, en un amistoso disputado en Praga. Su primer gol con Escocia sería en un partido válido por la Copa Celta donde él anotaría el tercer gol de su equipo cuando enfrentaban a la selección de fútbol de Gales.

## Clubes

### Como jugador
| Club                       | País       | Año       |
| -------------------------- | ---------- | --------- |
| Middlesbrough F. C.        | Inglaterra | 2004-2007 |
| West Bromwich Albion F. C. | Inglaterra | 2007-2019 |

### Como entrenador
| Club                                  | País       | Año  |
| ------------------------------------- | ---------- | ---- |
| West Bromwich Albion F. C. (interino) | Inglaterra | 2025 |

## Palmarés

### Títulos nacionales
| Título                       | Club                       | País       | Año  |
| ---------------------------- | -------------------------- | ---------- | ---- |
| Copa FA Juvenil              | Middlesbrough F. C.        | Inglaterra | 2003 |
| Football League Championship | West Bromwich Albion F. C. | Inglaterra | 2008 |